# Aerangis citrata
Aerangis citrata es una orquídea epífita originaria de África.

## Descripción
Es una orquídea pequeña de tamaño que prefiere clima  caliente o fresco, es epífita y tiene  raíces finas y un tallo corto con  9 hojas elípticas, de color verde oscuro, de textura fina que tienen el ápice bi-lobulado de manera desigual. Florece  en una inflorescencia colgante de 40 cm de largo con  12 a 30, flores de 2-3 cm de ancho, fragantes, cerosas y todas creciendo  en el mismo plano. La floración se produce en la primavera, verano y otoño.

## Distribución y hábitat
Se encuentra en Madagascar y agradece la sombra y clima cálido o fresco. Esta miniatura de orquídea se encuentra entre los musgos en los bosques húmedos siempreverdes en las pequeñas ramas y troncos de árboles de pequeño tamaño en alturas desde el nivel del mar hasta los 1500 m s. n. m.

## Cultivo
Las plantas son cultivadas mejor colgándolas en canastas y suelen exigir plena luz solar y temperaturas intermedias a  cálidas.  Las plantas deben ser cultivadas en medios  que estén bien drenados, como fibras de helechos arborescentes (para las pequeñas plantas), o varias piezas  gruesas de corteza de abeto, o musgo esponjoso.

## Taxonomía
Aerangis citrata fue descrita por (De Wild.) Schltr. y publicado en Die Orchideen 598. 1914.
Etimología
El nombre del género Aerangis procede de las palabras griegas: aer = (aire) y angos = (urna), en referencia a la forma del labelo.
citrata: epíteto latino que significa "con aroma de limón".
Sinonimia
- Aerobion citratum Sprgl. 1826;
- Angorchis citrata O.Ktze. 1891;
- Angraecum citratum Thou 1822;
- Rhaphidorhynchus citratus Finet 1907[1][5][6]